# Faro Cabo Vírgenes
El faro Cabo Vírgenes es un faro que se encuentra ubicado en Cabo Vírgenes, a 133 km de Río Gallegos, capital de la provincia de Santa Cruz, República Argentina. Desde lo alto del faro se divisa el faro de Punta Dungeness, perteneciente a la República de Chile.
El camino que llega al faro es la Ruta Provincial 1.

## Historia
El gobierno de Argentina construyó este faro en terrenos donados por la familia Fenton en el verano de 1904, la primera luz se produjo con gas de origen de petróleo, su luz característica era blanca y los destellos se producían cada 5 segundos.
En 1930 se instaló un nuevo sistema lumínico con gas de acetileno, de luz blanca y con un alcance de 24 millas náuticas (44,4 km) y con un periodo de intermitencia de 30 segundos.
En 1977 se instaló un generador eléctrico para alimentar el sistema de luz, con destellos cada 5 segundos.